# Carolina Bello
Carolina Bello (sinh ngày 27 tháng 4 năm 1983) là một nhà văn người Uruguay. Cô là một chuyên gia về giao tiếp xã hội, với bằng sau đại học về phê bình nghệ thuật. Cô có bằng cử nhân của Faculty of Humanities and Education Sciences  tại Đại học Cộng hòa. Từ năm 2005 đến 2008, cô đã duy trì blog Escrito en la ventanilla; những câu chuyện được xuất bản ở đó sẽ được tổng hợp thành cuốn sách ngắn đầu tiên cùng tên của cô. Là một nhà báo, Bello đã viết cho các ấn phẩm như Deltoya, Cine Bizarro, Zona Freak, 33 Cines, Ya te conté và El Boulevard. Cô đóng góp cho tờ báo La Diaria  và tạp chí báo chí tường thuật Quiroga, và viết blog por la noche callada. Năm 2016, cô đã giành được giải thưởng Gutenberg, được trao bởi Liên minh châu Âu và nhà xuất bản Editorial Fin de Siglo, cho cuốn tiểu thuyết Urquiza của cô.
Người có ảnh hưởng đến Bello bao gồm các tác giả người Mỹ như John Fante và Carson McCullers.

## Tác phẩm
- Escrito en la ventanilla (Montevideo, Irrupciones Grupo Editor, 2011)
- Saturnino (Maldonado, Biên tập viên Trópico Sur, 2013)
- Urquiza (Montevideo, Editorial Fin de Siglo [es], 2016)
- Viejas bravas (đồng tác giả; Montevideo, Palabra Santa, 2017) [6]

Một số câu chuyện của Bello đã được đưa vào nhiều tuyển tập và tạp chí văn học khác nhau: Neues nôn Fluss (Berlin, Lettrétage, 2010), một tuyển tập Đức của các nhà văn trẻ Mỹ Latinh; 22   mujeres (Montevideo, Irrupciones Grupo Editor, 2012); Fóbal (Montevideo, Estuario, 2013); Hispamérica, một tạp chí của Mỹ (2014); Người da đen (Montevideo, Estuario, 2016); Antología de narrativa joven uruguaya (La Habana, 2016); và Casa (La Habana, 2016), một tạp chí Cuba.